# Gunnar Soininen

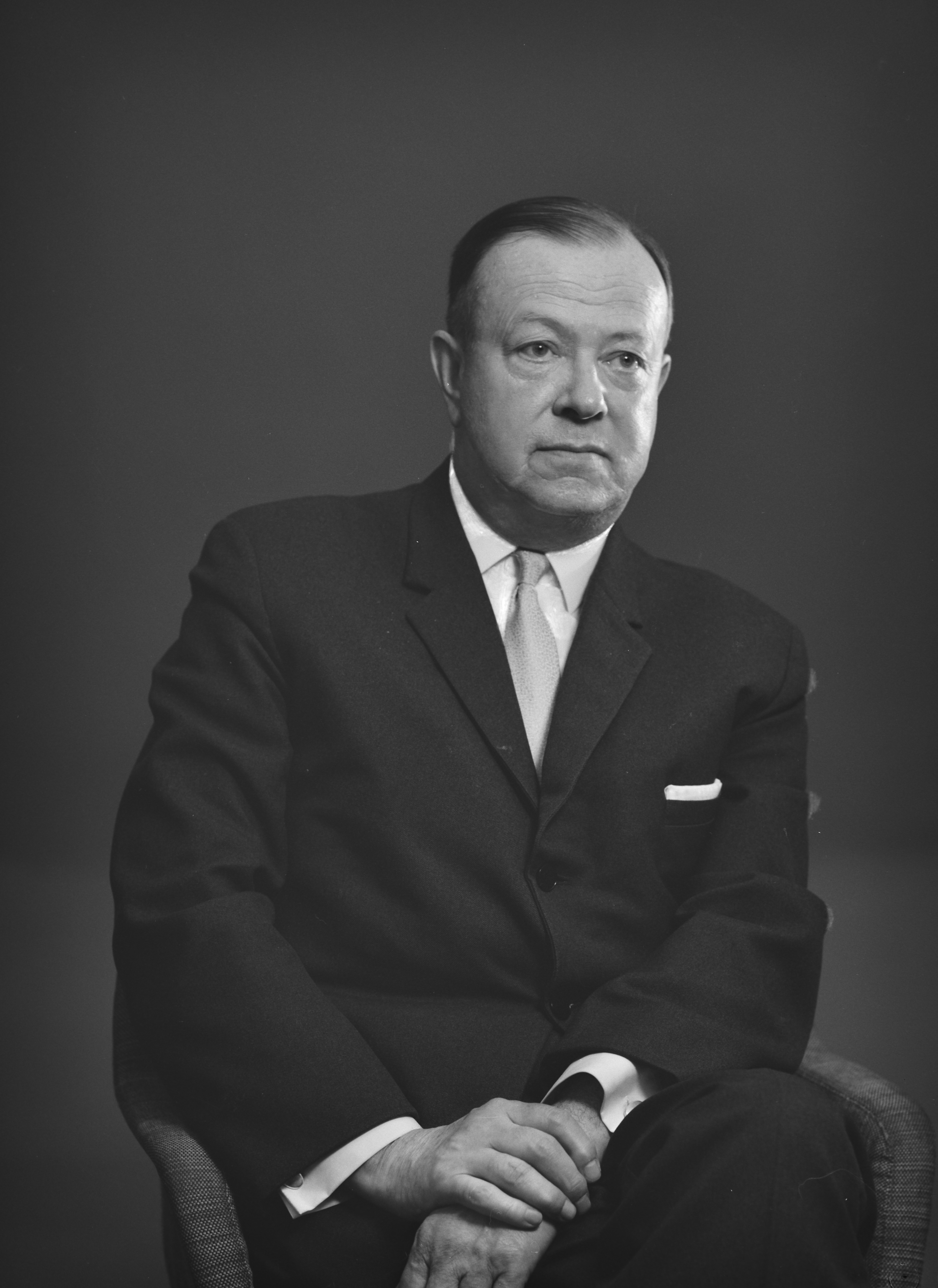
Gunnar Soininen.

Gunnar Julius Victor Douglas Soininen (till 1934 Johnsson), född 30 april 1904 i Kuopio, död 11 december 1973 i Helsingfors, var en finländsk försäkringsläkare, medicinhistoriker och genealog. 
Soininen blev student 1922, medicine kandidat 1926 samt medicine licentiat och medicine och kirurgie doktor 1932. Han var försäkringsläkare vid försäkringsbolaget Suomi 1936–1947 och därefter dess överläkare; hanvar från 1946 överläkare vid Varma-bolaget. Han var 1939–1959 docent i medicinhistoria vid Helsingfors universitet (den förste i Finland) och grundade Medicinhistoriska museet. Han utgav bland annat flera läkarmatriklar och två historiker över läkarsällskapet Duodecim. Han tilldelades professors titel 1954.